# Zacharie Noah
Zacharie Noah (Yaoundé, 2 febbraio 1937 – Yaoundé, 8 gennaio 2017) è stato un calciatore camerunese, di ruolo difensore.
Era il padre dell'ex tennista Yannick Noah, nonché nonno del cestista Joakim.

## Carriera
Dopo aver esordito nello Stade Saint-Germain (l'attuale Paris SG), militò per cinque stagioni nel Sedan-Torcy, chiudendo anzitempo la carriera a causa di un infortunio.

## Palmarès

### Competizioni nazionali
- Coppa di Francia: 1

Sedan: 1960-1961